# Galàxia lenticular regular

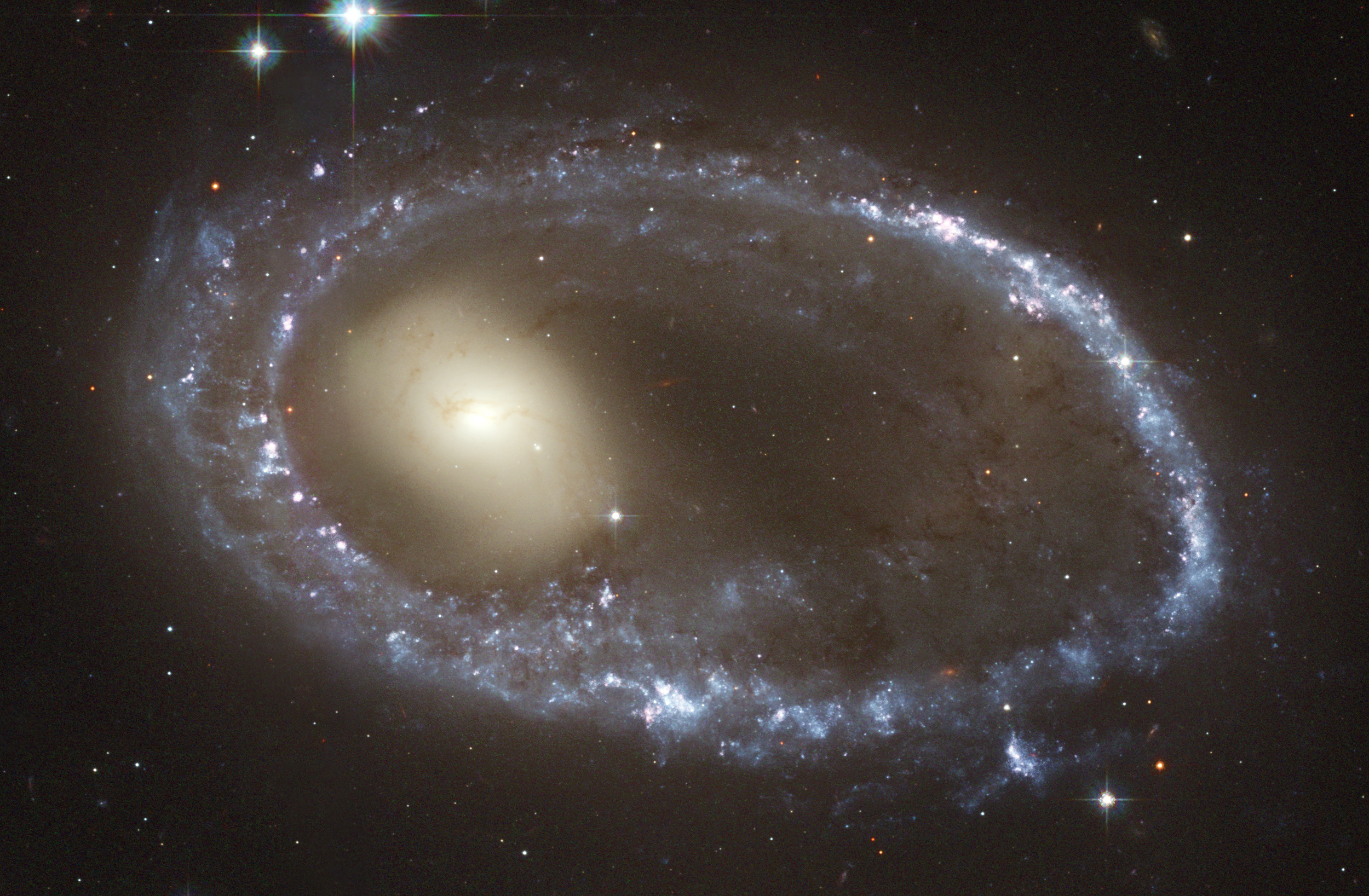
Un exemple d'aquest tipus, image pel Telescopi espacial Hubble

Una galàxia lenticular regular o galàxia lenticular no barrada és una versió lenticular d'una galàxia espiral regular. Tenen el tipus de Hubble de SA0
Un exemple d'això és la Galàxia AM 0644-741.